# HMS Ashanti (F117)

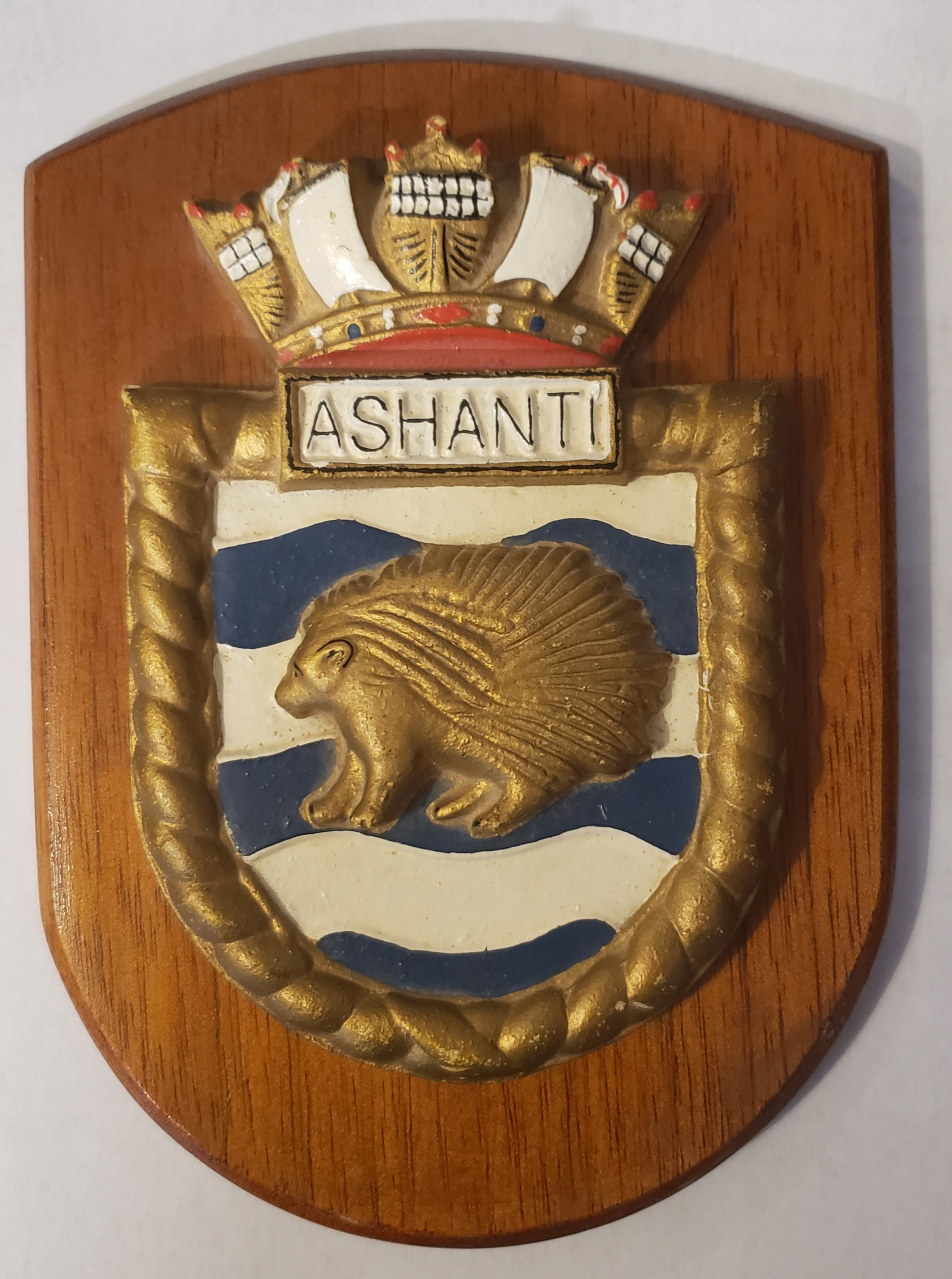
Табличка з корабля «Ашанті»

«Ашанті» (англ. HMS Ashanti (F117) — військовий корабель, фрегат типу «Трайбл» Королівського військово-морського флоту Великої Британії за часів Другої світової війни.
Фрегат «Ашанті» був закладений 15 січня 1958 року на верфі компанії Yarrow Shipbuilders в Глазго. 9 березня 1959 року він був спущений на воду, а 23 листопада 1961 року увійшов до бойового складу Королівських ВМС Великої Британії.

## Історія служби
У 1962 році «Ашанті» відправили на випробування в Карибське море. Там на початку жовтня корабель зазнав збою у двигунах COSAG, що змусило фрегат повернутися до Британії. Подальші випробування виявили, що обладнання COSAG було несправним, що спричинило тріщину лопаті в газовій турбіні. Зміцнення корпусу також виявилося необхідним.
«Ашанті» також використовувався для випробувань гелікоптера «Восп» до його введення в дію в 1964 році. Протягом 10 місяців у 1963 році фрегат проводив операції в Перській затоці та Аравійському морі. У травні 1965 року корабель зазнав незначних пошкоджень під час зіткнення з російським вантажним судном Farab у порту Момбаси, Кенія.
У 1966—1967 роках Ашанті брав участь у патрулі Бейра. Протягом цього часу він провів два місяці в Адені, ремонтуючи газову турбіну, в той час як частина екіпажу була відряджена до армії, коли Велика Британія виводила війська з Адена, за що екіпаж був нагороджений медаллю загальної служби із застібкою Південної Аравії. Згодом корабель здійснив візит до островів Курія-Мурія, а потім до Бахрейну та Кувейту. Враховуючи Шестиденну війну, заблокований Суецький канал, нерішучість щодо розмінування Акабської затоки, «Ашанті» попрямував додому навколо Африки через мис Доброї Надії.
У 1988 році фрегат був потоплений як мішень підводними човнами «Скептр» і «Спартан».